# Gran-Sasso-Tunnel
Der Gran-Sasso-Tunnel (italienisch Traforo del Gran Sasso) ist ein zweiröhriger Autobahntunnel in Italien. In ihm verläuft die Autostrada 24 zwischen Teramo und L’Aquila in den Abruzzen. Die Tunnelröhren sind knapp über 10 km lang.

## Geschichte
Der Bau wurde 1963 genehmigt und die Arbeit begann am 14. November 1968. Nach den ersten sieben Jahren wurde 1975 durch die Wirtschaftskrise der Ausbau unterbrochen und erst im Jahr 1982 wieder aufgenommen. Die erste Röhre wurde am 1. Dezember 1984 durch den damaligen Ministerpräsidenten Bettino Craxi dem Verkehr übergeben, 1993 auch die zweite Röhre, welche schon eine Weile zuvor fertiggestellt und als Zufahrtsstrecke zu Anlagen im Berg genutzt worden war.
Die ursprünglich geschätzten Kosten für die Projektdurchführung betrugen 80 Milliarden Lire (41 Millionen Euro), fertiggestellt wurde der Tunnel dann nach 25 Jahren Bauzeit mit über 1,7 Billionen Lire (etwa 877 Millionen Euro).
Bei dem Bau des Gran-Sasso-Tunnels gab es einige schwere Unfälle, bei denen insgesamt elf Menschen ihr Leben verloren. Unter anderem ertranken am 14. September 1970 Arbeiter bei der Freilegung eines unterirdischen Sees durch die so entstandene Überflutung des Tunnels. Weitere Arbeiter wurden durch Unfälle mit der Grubenbahn und Explosionen von Grubengas getötet.

## Besonderheit
In Nebenanlagen des Tunnels befinden sich die Laboratori Nazionali del Gran Sasso (LNGS), ein unterirdisches Versuchslabor für Elementarteilchenphysik des Istituto Nazionale di Fisica Nucleare (INFN). Der größte unterirdische Labor-Komplex der Welt besteht aus drei großen Forschungshallen (jeweils 100 Meter lang, 20 Meter breit und 18 Meter hoch) und einem Bypass-Tunnel mit einem Gesamtvolumen von ca. 180,000 m3. Die unterirdische Lage begünstigt empfindliche Strahlungsmessungen durch die natürliche Abschirmung gegen Störstrahlungen, insbesondere die sekundäre kosmische Strahlung. 
Auf einem mehrere Hektar großen Areal außerhalb des Tunnels im Nationalpark an den Hängen der Gran-Sasso-Gebirgskette sind die Leitung des Labors, Büros und weitere Labore und Werkstätten sowie das Rechenzentrum untergebracht.